# Mondion
Mondion és un municipi francès situat al departament de la Viena i a la regió de la Nova Aquitània. L'any 2007 tenia 135 habitants.

## Demografia

### Població
El 2007 la població de fet de Mondion era de 135 persones. Hi havia 60 famílies de les quals 16 eren unipersonals (4 homes vivint sols i 12 dones vivint soles), 24 parelles sense fills i 20 parelles amb fills.
La població ha evolucionat segons el següent gràfic:
Habitants censats

### Habitatges
El 2007 hi havia 76 habitatges, 57 eren l'habitatge principal de la família, 14 eren segones residències i 5 estaven desocupats. Tots els 74 habitatges eren cases. Dels 57 habitatges principals, 47 estaven ocupats pels seus propietaris i 10 estaven llogats i ocupats pels llogaters; 3 tenien una cambra, 5 en tenien tres, 15 en tenien quatre i 34 en tenien cinc o més. 53 habitatges disposaven pel capbaix d'una plaça de pàrquing. A 24 habitatges hi havia un automòbil i a 30 n'hi havia dos o més.

### Piràmide de població
La piràmide de població per edats i sexe el 2009 era:
| Homes | Edats   | Dones |
| ----- | ------- | ----- |
| 0     | 95 o +  | 0     |
| 0     | 90 a 94 | 0     |
| 0     | 85 a 89 | 0     |
| 0     | 80 a 84 | 0     |
| 8     | 75 a 79 | 8     |
| 8     | 70 a 74 | 4     |
| 4     | 65 a 69 | 0     |
| 4     | 60 a 64 | 16    |
| 4     | 55 a 59 | 0     |
| 4     | 50 a 54 | 4     |
| 0     | 45 a 49 | 0     |
| 12    | 40 a 44 | 12    |
| 0     | 35 a 39 | 4     |
| 8     | 30 a 34 | 4     |
| 4     | 25 a 29 | 4     |
| 4     | 20 a 24 | 4     |
| 8     | 15 a 19 | 8     |
| 8     | 10 a 14 | 4     |
| 0     | 5 a 9   | 4     |
| 0     | 0 a 4   | 8     |

## Economia
El 2007 la població en edat de treballar era de 75 persones, 64 eren actives i 11 eren inactives. De les 64 persones actives 58 estaven ocupades (34 homes i 24 dones) i 6 estaven aturades (1 home i 5 dones). De les 11 persones inactives 2 estaven jubilades, 3 estaven estudiant i 6 estaven classificades com a «altres inactius».

### Ingressos
El 2009 a Mondion hi havia 57 unitats fiscals que integraven 115,5 persones, la mediana anual d'ingressos fiscals per persona era de 16.941 €.

### Activitats econòmiques
Dels 5 establiments que hi havia el 2007, 1 era d'una empresa de comerç i reparació d'automòbils, 1 d'una empresa d'hostatgeria i restauració, 2 d'empreses de serveis i 1 d'una empresa classificada com a «altres activitats de serveis».
L'any 2000 a Mondion hi havia 10 explotacions agrícoles que ocupaven un total de 920 hectàrees.

## Poblacions més properes
El següent diagrama mostra les poblacions més properes.